# Krisztián Pars
Krisztián Pars (Körmend, 18 februari 1982) is een Hongaarse atleet, die is gespecialiseerd in het kogelslingeren. Hij werd in deze discipline Europees kampioen en meervoudig Hongaars kampioen. Ook nam hij driemaal deel aan de Olympische Spelen en won hierbij in totaal een gouden medaille (Londen 2012).

## Biografie

### Jeugd
Zijn eerste succes boekte Pars als junior in 1999 met het behalen van een gouden medaille op de wereldkampioenschappen voor B-junioren in het Poolse Bydgoszcz. Met 74,76 m versloeg hij de Oekraïner Aleksandr Lutsenko (zilver; 73,68) en de Rus Aleksey Yeliseyev (brons; 73,68). Twee jaar later won hij het kogelslingeren op de Europese kampioenschappen voor junioren in de Italiaanse stad Grosseto. In september van dat jaar verbeterde hij in Szombathely het wereldjeugdrecord kogelslingeren (6 kg) naar 81,35. Dit record is in juli 2006 verbeterd door de Rus Yevgeniy Aydamirov, die 82,62 wierp.

### Senioren
In 2004 werd Pars in de finale van het kogelslingeren op de Olympische Spelen van Athene vijfde met een beste poging van 78,73, vele jaren later omgezet naar een vierde plaats vanwege de diskwalificatie van de aanvankelijk als tweede geëindigde Wit-Rus Ivan Tsichan. Deze wedstrijd leek in eerste instantie gewonnen door zijn landgenoot Adrián Annus, die met 83,19 zijn kogel ruim vier meter verder slingerde, maar die werd korte tijd later al gediskwalificeerd wegens dopinggebruik. Drie jaar later behaalde hij op de wereldkampioenschappen in Osaka eveneens een vijfde plaats.
Pars bleef op 24 mei 2008 tijdens de FBK Games in Hengelo zijn concurrenten meer dan twee meter voor met een worp van 79,93. 

### Wel en geen olympisch zilver
Op de Olympische Spelen van 2008 werd hij vierde, maar vier maanden na de Spelen kreeg hij alsnog het zilver toegekend door de diskwalificatie van twee Wit-Russen, Vadzim Dzevjatowski (zilverenmedaillewinnaar) en Ivan Tsichan (bronzenmedaillewinnaar). De beide Wit-Russen gingen in beroep bij het Hof van Arbitrage voor Sport, welke hen op basis van procedurefouten door het Chinese laboratorium in het gelijk stelde. Zij kregen hun medaille terug ten koste van de medaille van Pars.

### Opnieuw geen eremetaal
In 2009 begon Pars het jaar goed door het onderdeel kogelslingeren te winnen tijdens de European Cup Winter Throwing op Tenerife, maar op de wereldkampioenschappen in Berlijn, later dat jaar, werd hem het uitzicht op een medaille wederom door een Rus ontnomen. Nadat hij zich bij zijn vierde worp van 77,45 op een derde plaats had genesteld, werd hij in de allerlaatste ronde door Aleksej Zagorny met 78,09 van deze plaats verdrongen en bleef er opnieuw niet meer dan een vierde plaats voor hem over. Aan het eind van het seizoen wist hij nog wel een bronzen medaille te veroveren bij de IAAF Wereld Atletiekfinale. 

### Brons op EK
Een jaar later op de Europese kampioenschappen in Barcelona werd het dan ten slotte brons, zijn eerste medaille op een groot internationaal kampioenschapstoernooi. Bijzonder was voorts aan het eind van het seizoen zijn overwinning tijdens de Pál Németh Memorial, een wedstrijd ter ere van zijn mentor Pál Németh. Hij won hier met een worp van 78,34.

### Bijna wereldkampioen
In 2011 beleefde Krisztián Pars zijn tot dan toe sterkste jaar. Aan het begin behaalde hij zijn tweede overwinning in de European Cup Winter Throwing, die deze keer in Sofia plaatsvond. Met zijn winnende worp van 79,84 kwam hij net 16 centimeter te kort om de 80 meterbarrière te doorbreken. Die doorbrak hij wel tijdens de WK in Daegu, ruimschoots zelfs met zijn laatste en verste worp van 81,18. Het was echter net te weinig om de Japanner Koji Murofushi van de eerste plaats te verdringen, die bij zijn vijfde poging al tot 81,24 was gekomen. De 36 jaar oude Murofushi werd hiermee de oudste atleet, die ooit de wereldtitel op dit onderdeel veroverde.

## Titels
- Europees kampioen kogelslingeren - 2012, 2014
- Hongaars kampioen kogelslingeren - 2005, 2006, 2009, 2011, 2012, 2013, 2014
- Europees kampioen junioren kogelslingeren - 2001
- Wereldkampioen B-junioren kogelslingeren - 1999

## Persoonlijke records
| Onderdeel      | Prestatie | Datum             | Plaats      |
| -------------- | --------- | ----------------- | ----------- |
| kogelstoten    | 15,60 m   | 2005              |             |
| discuswerpen   | 53,80 m   | 16 september 2006 | Szombathely |
| kogelslingeren | 82,69 m   | 16 augustus 2014  | Zürich      |

## Prestaties
| Jaar | Wedstrijd                    | Plaats         | Resultaat | Extra   |
| ---- | ---------------------------- | -------------- | --------- | ------- |
| 1999 | WK B-junioren                | Bydgoszcz      | Goud      | 74,46 m |
| 2001 | EJK                          | Grosseto       | Goud      | 69,42 m |
| 2004 | OS                           | Athene         | 4e        | 78,73 m |
| 2004 | Wereldatletiekfinale         | Szombathely    | Brons     | 79,17 m |
| 2004 | Europese Wintercup           | Marsa          | Goud      | 79,69 m |
| 2005 | WK                           | Helsinki       | 7e        | 78,03 m |
| 2005 | Wereldatletiekfinale         | Szombathely    | 4e        | 78,32 m |
| 2006 | EK                           | Göteborg       | 6e        | 78,34 m |
| 2006 | Europacup B                  | Thessaloniki   | Zilver    | 78,16 m |
| 2006 | Wereldatletiekfinale         | Stuttgart      | Brons     | 80,41 m |
| 2007 | WK                           | Osaka          | 5e        | 80,93 m |
| 2007 | Wereldatletiekfinale         | Stuttgart      | Zilver    | 78,42 m |
| 2008 | OS                           | Peking         | 4e        | 80,96 m |
|      | Wereldatletiekfinale         | Stuttgart      | Zilver    | 79,37 m |
| 2009 | WK                           | Berlijn        | 4e        | 77,45 m |
| 2010 | EK                           | Barcelona      | Brons     | 79,06 m |
| 2011 | European Cup Winter Throwing | Sofia          | Goud      | 79,84 m |
| 2011 | WK                           | Daegu          | Zilver    | 81,18 m |
| 2011 | IAAF Hammer Throw Challenge  | nvt            | Goud      | nvt     |
| 2012 | EK                           | Helsinki       | Goud      | 79,72 m |
| 2012 | OS                           | Londen         | Goud      | 80,59 m |
| 2012 | IAAF Hammer Throw Challenge  | nvt            | Goud      | nvt     |
| 2013 | WK                           | Moskou         | Zilver    | 80,30 m |
| 2014 | EK                           | Zürich         | Goud      | 82,69 m |
| 2015 | WK                           | Peking         | 4e        | 77,32 m |
| 2016 | OS                           | Rio de Janeiro | 7e        | 75,28 m |

1900: John Flanagan ·
1904: John Flanagan ·
1908: John Flanagan ·
1912: Matt McGrath ·
1920: Patrick Ryan ·
1924: Fred Tootell ·
1928: Pat O'Callaghan ·
1932: Pat O'Callaghan ·
1936: Karl Hein ·
1948: Imre Németh ·
1952: József Csermák ·
1956: Harold Connolly ·
1960: Vasili Roedenkov ·
1964: Romuald Klim ·
1968: Gyula Zsivótzky ·
1972: Anatoli Bondartsjoek ·
1976: Joeri Sedych ·
1980: Joeri Sedych ·
1984: Juha Tiainen ·
1988: Sergej Litvinov ·
1992: Andrej Abdoevalijev ·
1996: Balázs Kiss ·
2000: Szymon Ziółkowski ·
2004: Koji Murofushi ·
2008: Primož Kozmus ·
2012: Krisztián Pars ·
2016: Dilsjod Nazarov ·
2020: Wojciech Nowicki ·
2024: Ethan Katzberg